# Didier van der Hove
Didier van der Hove (Bruselas, 13 de diciembre de 1966) es un actor de cine y televisión belga radicado en Colombia, más conocido por sus participaciones en series y telenovelas para Telemundo.

## Biografía
Es un actor de telenovelas reconocido en España y en toda América Latina. 
A pesar de haber nacido en Bélgica, llegó a Colombia con sus padres a los 10 años por lo que se considera colombiano por adopción.
Su popularidad se disparó a partir de exitosas novelas mundialmente conocidas como: La mujer en el espejo, El Zorro: la espada y la rosa, La tormenta, La ronca de oro y El capo 3 .
En el año 2008, fue acusado de abuso de menores y pornografía infantil en Chile, tras sostener relaciones con un joven chileno de 17 años en un hotel de la ciudad de Puerto Natales. Esto se debió a que la legislación chilena no había equiparado la edad de consentimiento sexual, que seguía siendo de 18 años. Sin embargo, en el mismo año, logró llegar a un acuerdo con la justicia chilena que le permitió regresar a Colombia, ya que no se le encontró culpable de ningún cargo.
No obstante en 2010, fue nuevamente detenido por la policía chilena en el paso fronterizo Dorotea al ingresar a Chile desde Argentina debido a una orden pendiente por no comparecer a una audiencia en Puerto Natales. Después de una audiencia de control de detención, se le propuso una suspensión condicional del procedimiento por un año, con la condición de pagar dos mil dólares en beneficio del Hogar Teresa de Calcuta, fijar un domicilio y no divulgar el nombre de la víctima. Van der Hove aceptó estas condiciones y recuperó su libertad.
Guitarrista desde muy pequeño, el actor disfruta interpretando canciones que él mismo compone.

## Trayectoria

### Televisión
- 2018 - Nadie me quita lo bailao
- 2017 - Venganza - Sebastián Arboleda
- 2015 - La ronca de oro - Mauro
- 2014 - El capo 3 - Pavel Asimov
- 2014 - El corazón del océano - Francisco Becerra
- 2013 - La Madame - Diego
- 2013 - La selección - Pierre Mosca
- 2012 - Mamá también- Pablo
- 2012 - La prepago - Patrick Mackenzie
- 2012 - Historias clasificadas – Televideo.
- 2011-2012 Kdabra - Moretti
- 2011 - Los canarios - Nelson Bonilla
- 2010-2011 Los herederos Del Monte - Eleuterio
- 2010 - El clon - Roberto Del Valle
- 2010 - Operación jaque - Keith Stanssel
- 2010 - Karabudjan - Roberto
- 2009 - Bella Calamidades - Javier
- 2009 - Niños ricos, pobres padres - César Alarcón
- 2008 - Sin senos no hay paraíso - Alberto Quiroga
- 2008 - Doña Bárbara - Padre de Bárbara
- 2008 - ¿Quién amará a María?
- 2007 - El Zorro: la espada y la rosa - Santiago Michelena
- 2006 - Amores de mercado - Roberto Gutiérrez
- 2005-2007 Decisiones - Varios personajes
- La Guerra de los Sexos (2005) - Participante
- 2005 - La tormenta - Enrique Montalvo
- 2004 - La mujer en el espejo - Det. Javier Rosales
- 2004 - Te voy a enseñar a querer - Rodrigo Rodríguez
- 2004 - Luna, la heredera - Erick
- 2004 - La séptima puerta
- 2004 - Las noches de Luciana - Rodolfo Vivanco
- 2003 - Pasión de gavilanes - Flavio
- 2003 - Ángel de la guarda, mi dulce compañía
- 2003 - Como Pedro por su casa - Jimmy Bosh
- 2002 - Historias de hombres solo para mujeres
- 1995 - Padres e hijos

## Cine
- Les Gens Honnêtes Vivent en France. Largometraje
- Payayo HP. Cortometraje

## Presentador
- “Ciudad X. Presentador. City TV